# 노심용융물

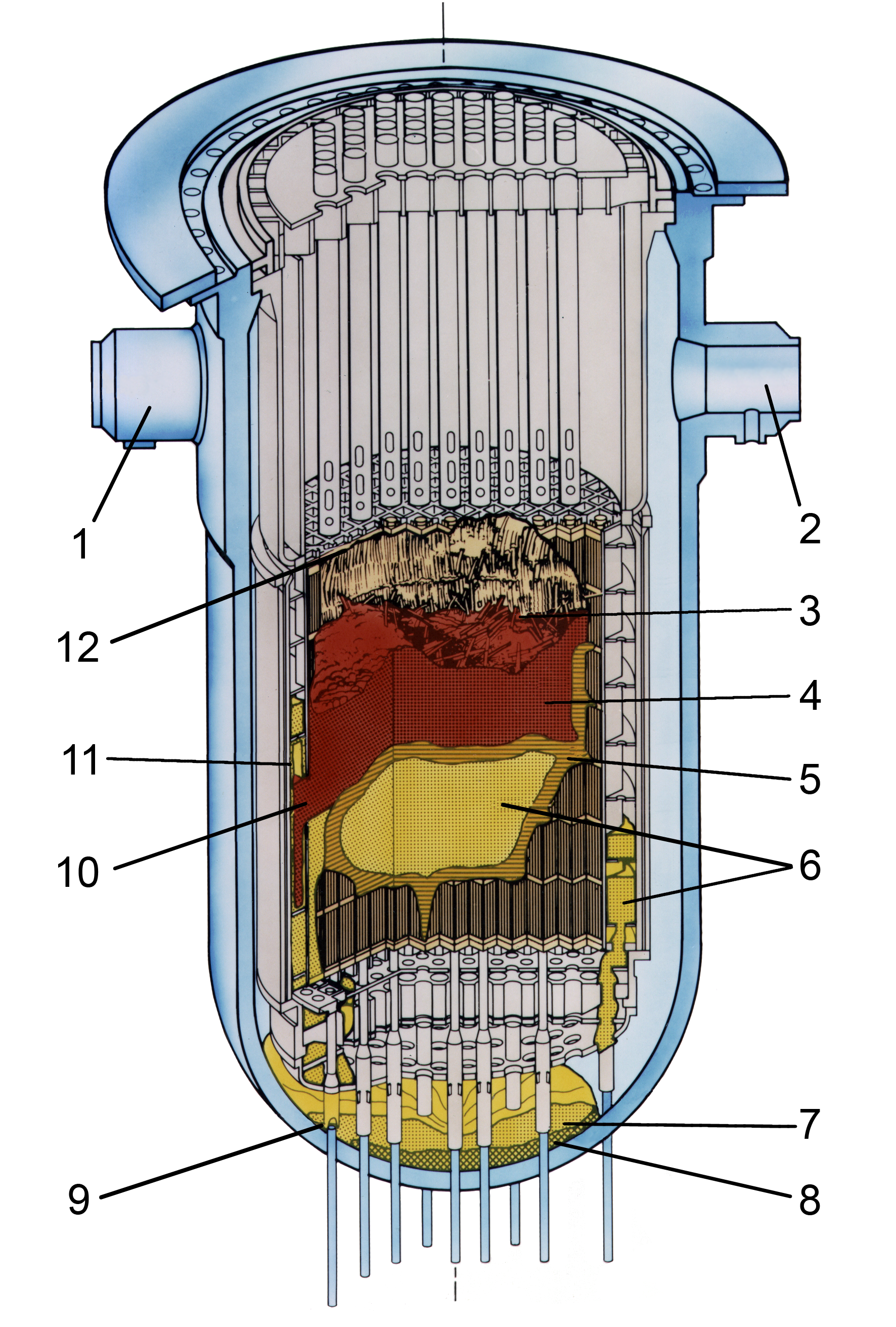
스리마일섬 원자력 발전소 사고 당시 녹아내린 노심.

노심용융물(爐心熔融物, corium)이란 가장 심각한 원자로 사고인 노심 용융가 일어났을 때, 원자로의 노심이 녹아내려 만들어진 용암과 유사한 혼합물이다. 핵연료, 핵분열 생성물, 제어봉 등이 모조리 녹아 섞여 있으며, 그것들이 공기·물·증기와 반응해 만들어진 화학물질에, 원자로 용기가 파손되었을 경우 바닥 콘크리트까지 섞여있을 수 있다.